# Träbaggasjö
Träbaggasjö är en sjö i Nybro kommun i Småland och ingår i Alsteråns huvudavrinningsområde.